# Coke bottle styling
 (janvier 2016).
Si vous disposez d'ouvrages ou d'articles de référence ou si vous connaissez des sites web de qualité traitant du thème abordé ici, merci de compléter l'article en donnant les références utiles à sa vérifiabilité et en les liant à la section « Notes et références ».

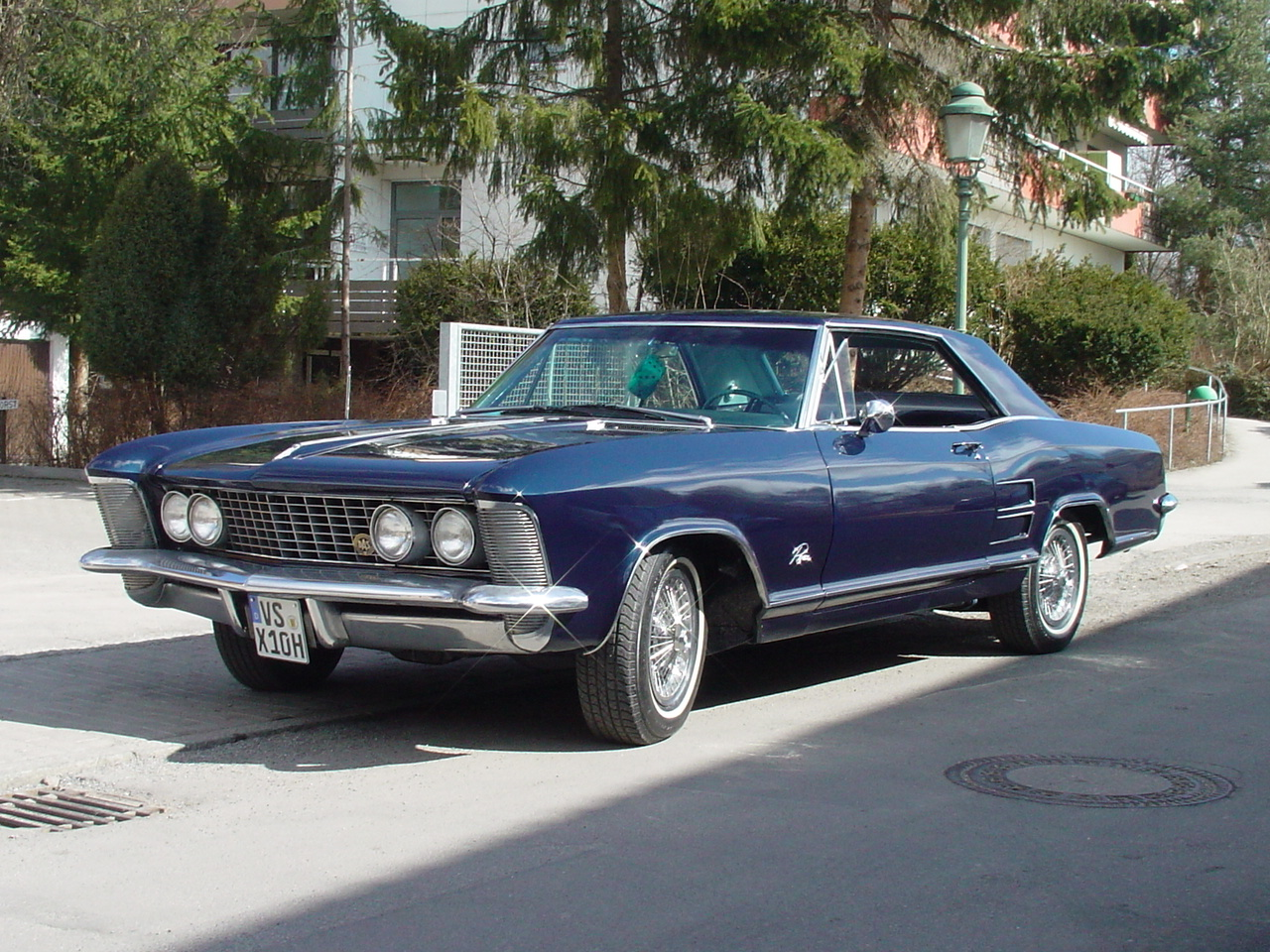
1963 Buick Riviera

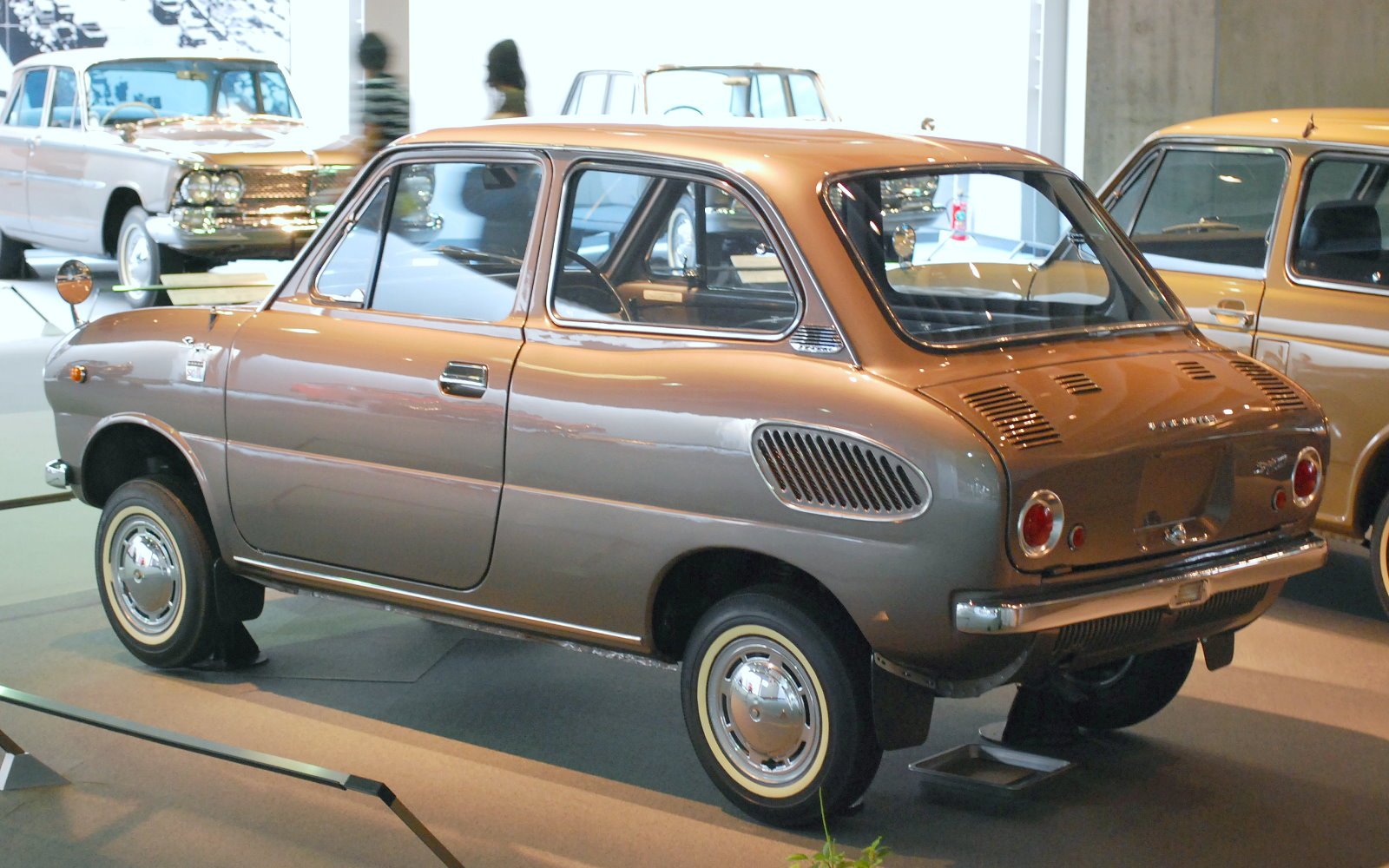
1967 Suzuki Fronte 360

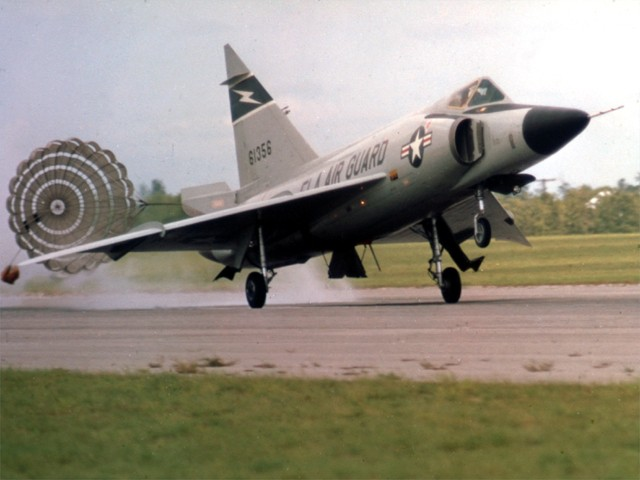
F-102A Delta Dagger à l'atterrissage, une inspiration pour les designers automobile

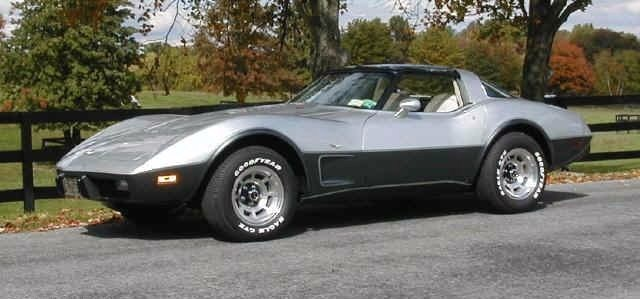
Chevrolet Corvette de 1978.

Le Coke bottle styling est un style de carrosserie automobile inspiré de la célèbre bouteille en verre de Coca-Cola classique en vue de profil. À la différence du concept « straight-edge », c'est un style de carrosserie d'automobiles aux ailes avant et arrière plus hautes que la ligne de caisse. 
Cette conception a été utilisée à l'origine dans les avions à réaction comme un moyen de réduire considérablement la forte augmentation de la traînée qui se produit à une vitesse supersonique. Ce design particulier se traduit souvent par une forme de fuselage à taille fine que le Comité consultatif national de l'aéronautique américain (NACA) a qualifié le principe de conception « règle de domaine » pour  la construction des avions. Il est communément nommé « design bouteille de coke », ou « taille de guêpe », ou encore « Marilyn Monroe ».
En 1962, la marque américaine Studebaker introduit le modèle Avanti conçu par Raymond Loewy designer de la bouteille de Coca-Cola. Les Pontiac de 1962 avaient un subtil pli horizontal à mi-chemin vers le bas et un léger rétrécissement en taille de guêpe aux portes qui gonflait à nouveau dans les ailes arrière. Un des plus purs exemples du « style bouteille de Coke » a été la Buick Riviera de 1963.
Les designers automobiles ont rapidement intégré la forme de la carrosserie « taille de guêpe » dans les voitures de tourisme, et la forme en « ponton » est devenue vieillotte. Chevrolet a essayé d'abord le look « bouteille de coke » sur la Chevrolet Corvette Sting Ray de Bill Mitchell de 1963  puis, en 1966, toutes les berlines de General Motors intègrent le design « mi-riff » du corps et « hop up » des ailes. La Corvette de 1968 accentue encore plus les traits avec les deux extrémités fortement bombées et un milieu cintré. Ce stylisme se propage dans les gammes intermédiaires tels que la Pontiac Tempest, Dodge Charger et Ford Torino, puis ultérieurement dans des modèles plus compacts tels que les Ford Maverick et Plymouth Duster. 
À partir de 1967, le Coke Bottle Stlying prend une dimension mythique en devenant le style emblématique des muscle cars américaines telles que les Pontiac GTO, Chevrolet Camaro, Oldsmobile Toronado, Ford Mustang ou Dodge Charger. 
Ce style disparaît progressivement dans les années 1980 avec l'apparition d'un design aux formes plus anguleuses et des lignes plus droites. À partir des années 2000, et dans un contexte d'optimisation de l'aérodynamique, certains modèles utilisent parfois encore ce type de design, comme l'Oldsmobile Alero de 1998-2004, la Chevrolet Camaro de 2010, la Dodge Challenger de 2008, ainsi que la Mazda_MX-5 ND, la Nissan Fuga, la Nissan Juke et l'Infiniti QX60.